# 1896년 하계 올림픽 사격 남자 200m 군사 소총
1896년 하계 올림픽 사격 남자 200m 군사 소총은 그리스 아테네에서 개최된 1896년 하계 올림픽 사격의 세부 종목이다. 1896년 4월 8일부터 9일까지 칼리테아 사격장에서 진행되었으며 7개국에서 42명의 선수가 참가하였다. 1세트당 10발씩, 총 4세트를 쐈으며 첫 날과 둘째 날에 반씩 나눠서 경기를 했다.

## 경기장
| 도시   | 경기장          |
| ------ | --------------- |
| 아테네 | 칼리테아 사격장 |

## 경기 결과
| 순위  | 선수                               | 점수             | 사격             | 1    | 2    | 3    | 4    |
| ----- | ---------------------------------- | ---------------- | ---------------- | ---- | ---- | ---- | ---- |
| 1     | 판텔리스 카라세브다스 (GRE)        | 2,350            | 40               | 480  | 불명 | 불명 | 불명 |
| 2     | 파블로스 파블리디스 (GRE)          | 1,978            | 38               | 불명 | 불명 | 불명 | 불명 |
| 3     | 니콜라스 트리쿠피스 (GRE)          | 1,713            | 34               | 불명 | 불명 | 불명 | 불명 |
| 4     | 아나스타시오스 메탁사스 (GRE)      | 1,701            | 불명             | 불명 | 불명 | 불명 | 불명 |
| 5     | 게오르기오스 오르파니디스 (GRE)    | 1,698            | 불명             | 불명 | 불명 | 불명 | 불명 |
| 6     | 비고 옌센 (DEN)                    | 1,640            | 30               | 불명 | 불명 | 불명 | 불명 |
| 7     | 게오르기오스 디아만티스 (GRE)      | 1,456            | 불명             | 불명 | 384  | 불명 | 불명 |
| 8     | 알베르트 바우만 (SUI)              | 1,294            | 불명             | 불명 | 불명 | 불명 | 불명 |
| 9     | 이오아니스 테오필라키스 (GRE)      | 1,261            | 불명             | 불명 | 312  | 불명 | 불명 |
| 10    | 시드니 멀린 (GBR)                  | 1,156            | 불명             | 477  | 불명 | 불명 | 불명 |
| 11    | 알렉시오스 페트시오스 (GRE)        | 894              | 불명             | 불명 | 272  | 불명 | 불명 |
| 12    | 오이겐 슈미트 (DEN)                | 845              | 12               | 불명 | 불명 | 불명 | 불명 |
| 12    | 스피리돈 스타이스 (GRE)            | 845              | 불명             | 불명 | 불명 | 불명 | 불명 |
| 14-41 | 찰스 발트슈타인 (USA)              | 불명             | 불명             | 354  | 154  | 불명 | 불명 |
| 14-41 | 마초넷 (GBR)                       | 불명             | 불명             | 불명 | 불명 | 불명 | 불명 |
| 14-41 | 리바벨라 (ITA)                     | 불명             | 불명             | 불명 | 불명 | 불명 | 불명 |
| 14-41 | 아리스토불로스 페트메자스 (GRE)    | 불명             | 불명             | 불명 | 불명 | 불명 | 불명 |
| 14-41 | 알뱅 레르뮈지오 (FRA)              | 불명             | 불명             | 불명 | 불명 | 불명 | 불명 |
| 14-41 | G. 카라긴노풀로스 (GRE)            | 불명             | 불명             | 불명 | 불명 | 불명 | 불명 |
| 14-41 | 기타 알려지지 않은 선수 22명 (GRE) | 불명             | 불명             | 불명 | 불명 | 불명 | 불명 |
| –     | 올게르 루이스 닐센 (DEN)           | 2차 사격 후 기권 | 2차 사격 후 기권 | 불명 | 불명 | DNF  | DNF  |

## 메달리스트
| 종목               | 금                             | 은                           | 동                           |
| ------------------ | ------------------------------ | ---------------------------- | ---------------------------- |
| 남자 200m 군사소총 | 판텔리스 카라세브다스 · 그리스 | 파블로스 파블리디스 · 그리스 | 니콜라스 트리쿠피스 · 그리스 |

## 참고 문헌
- 국제 올림픽 위원회 - 1896년 하계 올림픽 사격 경기 결과
- Lampros, S.P.; Polites, N.G.; De Coubertin, Pierre; Philemon, P.J.; & Anninos, C. (1897). 《The Olympic Games: BC 776 – AD 1896》. Athens: Charles Beck. (Digitally available at  보관됨 2013-01-16 - 웨이백 머신)
- Mallon, Bill; & Widlund, Ture (1998). 《The 1896 Olympic Games. Results for All Competitors in All Events, with Commentary》. Jefferson: McFarland. ISBN 0-7864-0379-9. (Excerpt available at )
- Smith, Michael Llewellyn (2004). 《Olympics in Athens 1896. The Invention of the Modern Olympic Games》. London: Profile Books. ISBN 1-86197-342-X.